# Csóka Zsolt
Csóka Zsolt (Székesfehérvár, 1971. június 30. –) magyar bajnok labdarúgó, jobbhátvéd.

## Pályafutása
A Videoton korosztályos csapatában kezdte a labdarúgást. 1990 és 1992 között a második csapatban szerepelt. 1992. május 23-án csereként szerepelt először az élvonalban egy BVSC elleni mérkőzésen. Az 1992–93-as idényben az első csapat tagja volt, de bajnoki mérkőzésen nem jutott szóhoz. 1993 és 2007 között a Zalaegerszegi TE labdarúgója volt, ahol 286 élvonalbeli mérkőzésen szerepelt és tagja volt a 2001–02-es bajnokcsapatnak.
2007–08-ban az alsóbb osztályú osztrák Oberwart játékosa volt. 2008 tavaszán a BFC Siófok színeiben négy NB I-es mérkőzésen szerepelt. 2008 és 2010 között ismét Burgenlandban játszott, a Neutal együttesében. 2010 és 2017 között különböző szintű megyei bajnokságban szereplő csapatokban játszott (Zalalövő, Semjénháza, Andráshida, Főnix).

## Családja
Fia, Csóka Dániel labdarúgó.

## Sikerei, díjai
Zalaegerszegi TE
- Magyar bajnokság
  - bajnok: 2001–02